# Jenny Lake Visitor Center
Ne doit pas être confondu avec Jenny Lake Ranger Station.
Le Jenny Lake Visitor Center est un office de tourisme américain dans le comté de Teton, dans le Wyoming. Protégé au sein du parc national de Grand Teton, il est géré par le National Park Service.
Construit en 1925-1926, le bâtiment qui l'abrite a servi d'atelier et de studio photographique à Harrison R. Crandall et a d'ailleurs été connu sous le nom de Crandall Studio. Déplacé à plusieurs reprises, il a par la suite été employé comme magasin. Depuis le 23 avril 1990, cet édifice est une propriété contributrice au district historique de Jenny Lake Ranger Station, un district historique qui comprend aussi la Jenny Lake Ranger Station.